# Boyce (Virginia)
Boyce è un comune degli Stati Uniti d'America, situato nello Stato della Virginia, nella Contea di Clarke.